# Belezna
Belezna è un comune dell'Ungheria di 882 abitanti (dati 2001). È situato nella contea di Zala.